# 佐藤工業 (福島市)

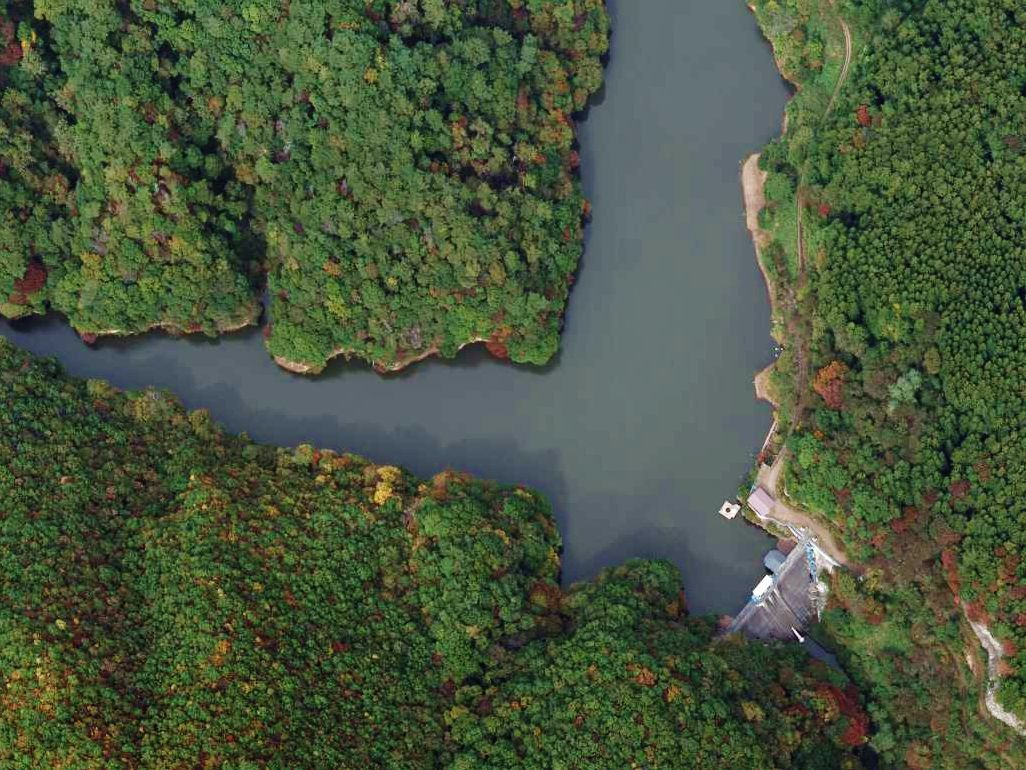
佐藤工業が施工した藤倉ダム。。

佐藤工業株式会社（さとうこうぎょう）は福島県福島市に本店を置く日本の建設会社。戸田建設の100%子会社。

## 沿革
- 1948年： 佐藤達也により創業 （本社：福島県信夫郡清水村 [現：福島市] 大字泉字早稲田）
- 1949年： 建設業登録 （福島県知事登録）
- 1961年： 建設大臣登録に変更
- 1973年： 相馬出張所を開設 （福島県相馬市。1980年、相双支店に昇格）
- 1974年： 仙台営業所を開設 （宮城県仙台市。1983年、仙台支店に昇格）
- 1977年： 初の海外工事（サウジアラビア ジェッダ）
- 1991年： 本社新社屋が落成
- 2000年： 当時の社長、佐藤勝三が全国建設業協同組合連合会（全建協連）の会長に就任（〜2004年 [3]）
- 2001年： 当時の社長、佐藤勝三が福島県建設業協会会長に就任（〜2005年）
- 2005年： 伊達支店を開設 （福島県伊達市。同市の太田工務店[4]との合併による）。
- 2018年：12月14日付で戸田建設が全株式を取得し、戸田建設の完全子会社となる[1][5]。